# Erik Hochstein
Erik Hochstein (* 1. Oktober 1968 in Düsseldorf) ist ein Schwimmsportler aus der Bundesrepublik Deutschland, der 1988 eine olympische Bronzemedaille gewann.
Hochstein startete für die SG Bochum-Wattenscheid. 1986 trat er beim Kurzbahn-Europapokal erstmals in der deutschen Nationalmannschaft an. Bei den Schwimmeuropameisterschaften 1987 gehörte Hochstein zwar zum Aufgebot, wurde aber in den Staffel-Finalrennen nicht eingesetzt. Bei den Deutschen Schwimmmeisterschaften 1988 belegte er über 200 Meter Freistil den dritten Platz hinter Michael Groß und Thomas Fahrner. Damit qualifizierte er sich für die Olympischen Spiele in Seoul. Dort war er Startschwimmer der deutschen 4-mal-200-Meter-Freistilstaffel, die in der Besetzung Hochstein, Fahrner, Henkel und Groß die Bronzemedaille hinter den Staffeln aus den USA und aus der DDR gewann. Bei den Schwimmeuropameisterschaften 1989 gehörte Hochstein erneut zur 4-mal-200-Meter-Staffel, die in der Besetzung Peter Sitt, Martin Herrmann, Erik Hochstein und Stefan Pfeiffer die Silbermedaille hinter der italienischen Staffel aber vor dem Team aus der DDR gewann.
Erik Hochstein studierte an der University of Southern California, wo er später auch als Schwimmtrainer tätig war. Erik Hochstein ist als Seniorenschwimmer in der Klasse Ü40 weiterhin aktiv.